# M79 (Granatwerfer)

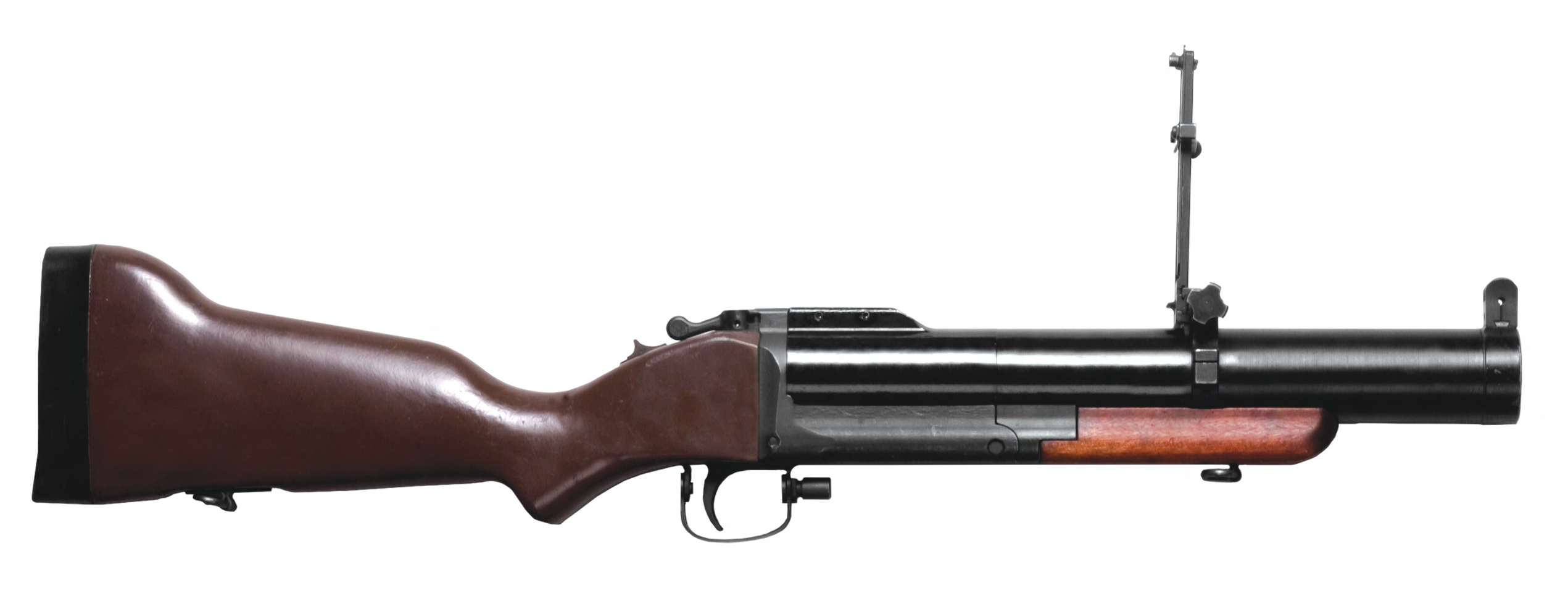
M79 Granatwerfer

Der M79 Granatwerfer, der umgangssprachlich auch Thumper, Thump-Gun, Bloop Tube oder Blooper aufgrund seines speziellen Mündungsgeräuschs genannt wird, wurde 1961 bei der US Army eingeführt. Er ist ein schultergestütztes System zum Abfeuern von 40-mm-Granaten und sollte die Lücke zwischen 50 m (der maximalen Wurfreichweite von Handgranaten) und 300 m (der minimalen Distanz von Mörserfeuer) abdecken.
Der M79 verfügt über einen gezogenen Lauf, welcher die Granaten beim Abfeuern in eine Eigendrehung versetzt und so deren Flugbahn stabilisiert. Der Kolben hat ein Gummipolster zum Dämpfen des Rückstoßes.

## Entwicklung

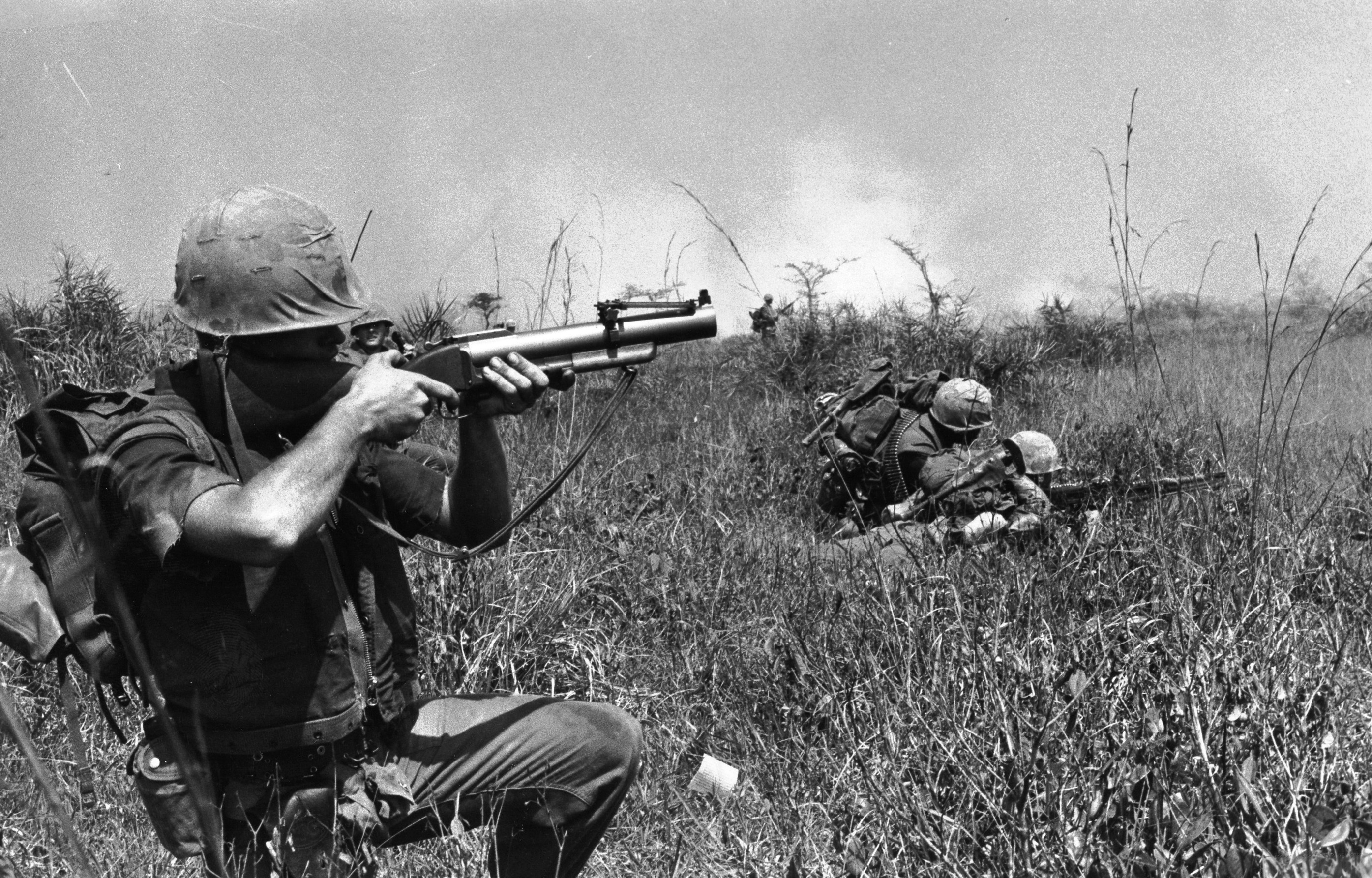
Einsatz im Vietnamkrieg

Die Entwicklung des M79 begann 1951, als das US-Militär die Notwendigkeit einer Waffe zur Überwindung der Lücke zwischen der maximalen Wurfweite einer Handgranate und der minimalen Feuerweite eines Mörsers erkannte. 1953 wurde die 40-mm-Granate am Picatinny Arsenal entwickelt. Diese Granaten wurden von modifizierten Abschussgeräten für Gewehrgranaten abgeschossen. 1960 wurde dann der erste Prototyp des M79-Granatwerfers vorgestellt, ein einschüssiges Abschussgerät, das als Kipplaufwaffe durch Abklappen des Laufs von hinten geladen wurde. Diese Waffe wurde 1961 bei der US-Armee in Dienst gestellt und besonders während des Vietnamkriegs bekannt.
Der Nachteil der Waffe war, dass der Schütze immer noch eine zweite Schusswaffe (i. d. R. eine Pistole) bei sich tragen musste. Die Folge war die Entwicklung des M203 Granatwerfers.

## Technische Daten M79 Granatwerfer
- Kaliber: 40 mm
- Funktion: einzelschüssige, schultergestützte Waffe mit Kipplaufverschluss zum Abfeuern von Kleingranaten
- Länge: 73,7 cm
- Lauflänge: 35,5 cm
- Gewicht: 2720 g (ungeladen), 2950 g (geladen)
- Mündungsgeschwindigkeit: 76 m/s
- Reichweite: 150 m (Punktfeuer), 350 m (Flächenfeuer)

## Munitionsarten
- Tränengas
- Rauch/Nebel
- Explosivgranaten (HE)
- Splittergranaten
- panzerbrechende Granaten (AP)

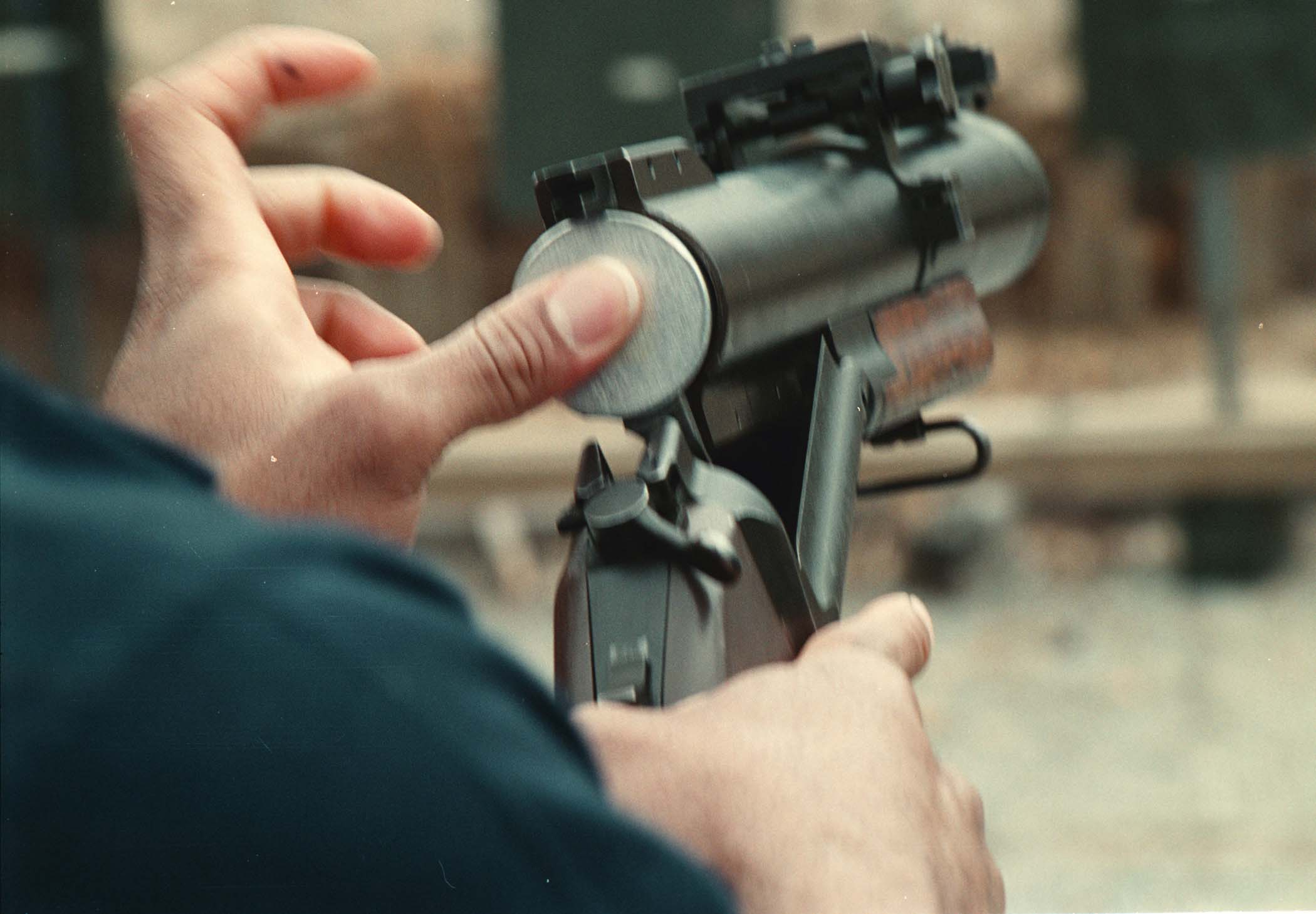
M79 wird geladen

- Leuchtfackeln zur Gefechtsfeldbeleuchtung
- Signalfackeln
- Übungsgranaten